# Stara Sušica (Słowenia)
Stara Sušica – wieś w Słowenii, w gminie Pivka. 1 stycznia 2017 liczyła 53 mieszkańców.